# جيريمي زوكرمان
جيريمي زوكرمان (بالإنجليزية: Jeremy Zuckerman) هو مؤلف وملحن أمريكي، درس في كلية بيركلي للموسيقى في بوسطن، و أيضاً في معهد كاليفورنيا للفنون و قد تعاون مع موسيقيين أمثال ديفيد لي روث.

## أعماله في الرسوم المتحركة
- أفاتار: أسطورة أنج
- أسطورة كورا
- كونغ فو باندا: أساطير الروعة

## وصلات خارجية
- جيريمي زوكرمان على موقع IMDb (الإنجليزية)
- جيريمي زوكرمان على موقع ميوزك برينز (الإنجليزية)
- جيريمي زوكرمان على موقع ديسكوغز (الإنجليزية)
- جيريمي زوكرمان على موقع قاعدة بيانات الفيلم (الإنجليزية)